# Teemu Selänne
Teemu Ilmari Selänne (* 3. Juli 1970 in Helsinki) ist ein ehemaliger finnischer Eishockeyspieler. Der als „The Finnish Flash“ (dt.: Der Finnische Blitz) bekannte Flügelstürmer ist einer der erfolgreichsten Torschützen in der Geschichte der NHL. In seinen insgesamt 21 Saisons in der höchsten nordamerikanischen Liga stand er vor allem für die Anaheim Ducks auf dem Eis, mit denen er den Stanley Cup gewann und zudem die Franchise-Rekorde für die meisten Tore und Scorerpunkte hält. Mit der finnischen Nationalmannschaft gewann er sowohl bei der Weltmeisterschaft als auch bei Olympischen Spielen die Silbermedaille. Zu seinen Ehren sperrten sowohl die Anaheim Ducks als auch das Nationalteam seine Trikotnummer 8. Seit 2017 ist er Mitglied der Hockey Hall of Fame und der IIHF Hall of Fame.

## Karriere
Teemu Selänne wuchs mit seinem Zwillingsbruder Paavo in Helsinki und Espoo auf. Nachdem er zunächst in einem Kindergarten gearbeitet hatte, spielte er von 1988 bis 1992 für Jokerit, mit denen er in der Saison 1988/89 den Aufstieg in die SM-liiga erreichte. Während dieser Zeit wurde Selänne beim NHL Entry Draft 1988 in der ersten Runde an zehnter Position von den Winnipeg Jets ausgewählt. Dort spielte er, weil er seinen Wehrdienst in Finnland ableisten musste, aber erst ab 1992 und erreichte als Rookie in seiner ersten Saison 76 Tore und 132 Punkte. Beides stellten neue Rookierekorde und Selänne löste Peter Šťastný als punktbester Neuling ab.
Zusammen mit den ebenfalls jungen Spielern Keith Tkachuk und Alexei Schamnow formte er dort ein Aufsehen erregendes Trio, das auch Olympic Line genannt wurde. In dieser Zeit erhielt Selänne wegen seiner Schnelligkeit den Spitznamen Finnish Flash.

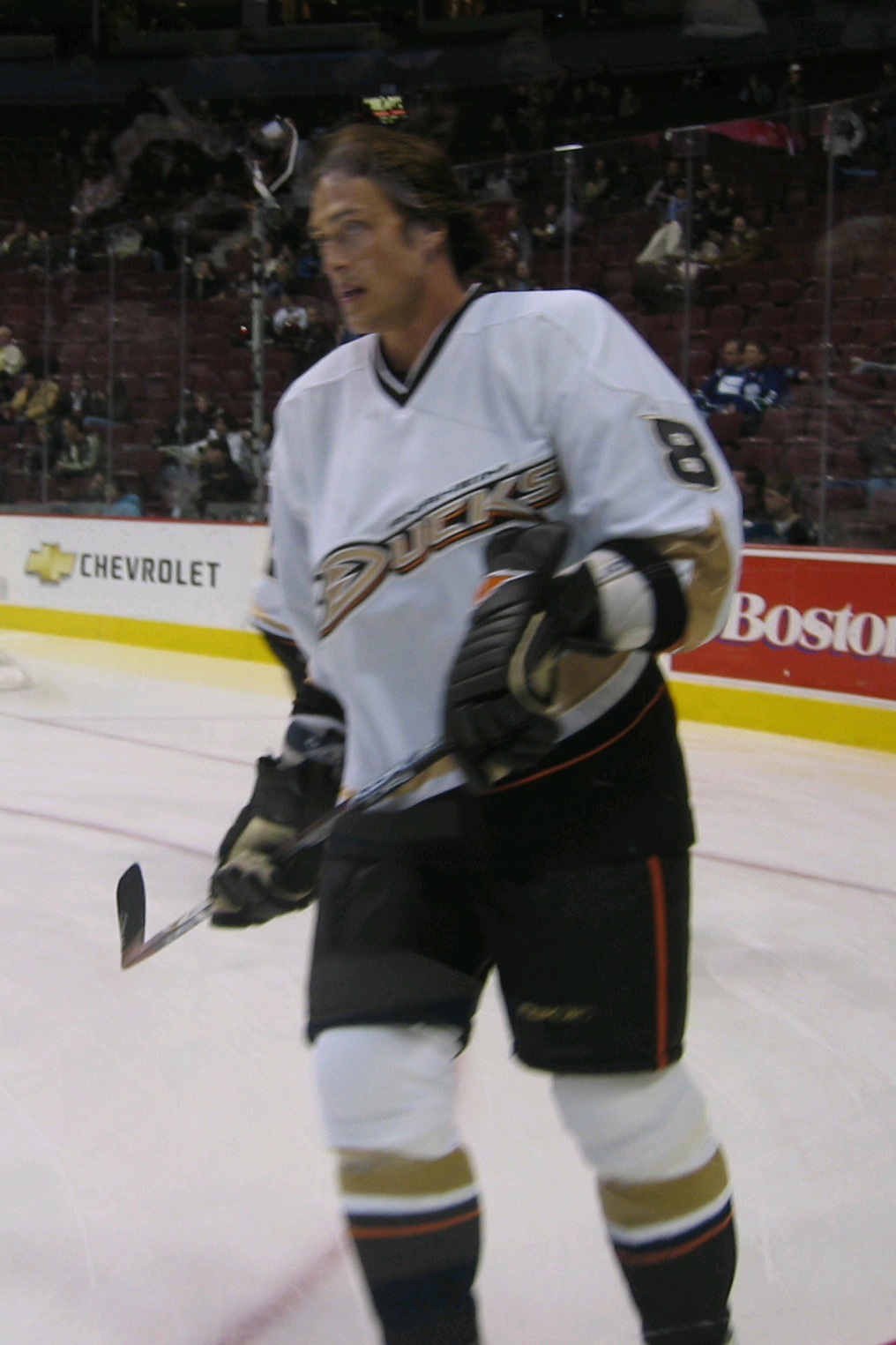
Teemu Selänne im Dress der Anaheim Ducks (2006).

Im Februar 1996 wurde Selänne gemeinsam mit Marc Chouinard und einem Viertrunden-Wahlrecht im NHL Entry Draft 1996 im Austausch für Chad Kilger, Oleg Twerdowski und einem Drittrunden-Wahlrecht im NHL Entry Draft 1996 zu den Mighty Ducks of Anaheim transferiert, wo er in den folgenden fünf Jahren mit Paul Kariya das Dynamic Duo bildete. Mit der finnischen Nationalmannschaft gewann er bei den Olympischen Spielen 1998 in Nagano die Bronzemedaille.
2001 bis 2003 spielte er bei den San Jose Sharks. Nach einer enttäuschenden Saison dort und danach bei Colorado Avalanche unterzog er sich einer Knieoperation. Die Saison 2004/05 musste er aussetzen, um sich von der Verletzung zu erholen.
Seit August 2005 spielt Selänne wieder bei den Anaheim Ducks, bei denen er zunächst einen Einjahresvertrag unterschrieb. Bei den Olympischen Spielen 2006 in Turin verlor er nach einem Stockschlag von Derian Hatcher drei Zähne, gewann aber auch die Silbermedaille. Im Sommer 2006 verlängerte Selänne seinen Vertrag bei den Ducks um ein weiteres Jahr.
Am 22. November 2006 schoss Selänne als 36. Spieler der NHL-Geschichte sein 500. NHL-Tor. Er ist nach Jari Kurri erst der zweite Finne, der diese Marke erreichte. Am 24. Februar gelang ihm sein 600. NHL-Assist.
Mit den Anaheim Ducks gewann er schließlich in der Saison 2006/07 das erste Mal den Stanley Cup. Nach dem Triumph verlängerte er vorerst seinen Vertrag nicht und nahm auch nicht im Herbst am Trainingscamp der Ducks teil. Ende Januar entschied sich Selänne für eine Rückkehr in die NHL und unterschrieb einen Vertrag bis zum Saisonende bei den Anaheim Ducks. Am Anfang der Saison 2008/09 unterschrieb er bei den Ducks einen 2-Jahres-Vertrag.
Am 21. März 2010 erzielte Selänne mit einem Treffer im Powerplay gegen die Colorado Avalanche das 600. Tor seiner Karriere. Selänne ist damit der 18. Spieler in der Geschichte der NHL, der diese Marke erreichte.
Im Verlauf der Saison 2010/11 verbesserte er einige Franchise-Rekorde der Ducks und erreichte sowohl die Marke von 400 Karrieretoren für die Kalifornier als auch die Anzahl Punkte von über 800. Im Alter von 40 Jahren gelang ihm am 28. März 2011 ein Fünf-Punkte-Spiel gegen die Colorado Avalanche und „the finnish flash“ erzielte in diesem Spiel seinen 22. Karriere-Hattrick. Nach dem Saisonende 2010/11 verlängerten die Kalifornier seinen auslaufenden Kontrakt nicht, sodass Selänne zum Free Agent wurde. Mitte September 2011 entschied der Finne erneut eine weitere Saison im Trikot der Ducks dranzuhängen und setzte seine Unterschrift unter einen Einjahresvertrag. Nach der kurzen Lockout-Saison 2012, in der Teemu Selänne in 46 Spielen 24 Scorer-Punkte erzielte (12 Tore, 12 Assists), verlängerte der „Finnish Flash“ Ende August 2013 letztmals um eine weitere Saison. Bei den Olympischen Spielen 2014 gewann er mit der finnischen Nationalmannschaft die Bronzemedaille.
Zum Ende der Saison 2013/14 beendete Selänne seine aktive Karriere. Zu diesem Zeitpunkt stand er auf der Gesamtliste der erfolgreichsten Torschützen der NHL (reguläre Saison) auf Platz 11 ist dabei hinter Jaromír Jágr zweitbester Europäer. Zudem hält er weiterhin den Tore-, Vorlagen- und Scorerpunkte-Rekord der Anaheim Ducks.
Im Januar 2015 sperrten die Anaheim Ducks seine Trikotnummer 8 als die erste in ihrem Franchise. Die Ehrung erfolgte bei einem Heimspiel der Ducks gegen die Winnipeg Jets, bei denen Selänne seine Karriere in der NHL begonnen hatte. Im Dezember 2015 tat ihnen die finnische Nationalmannschaft dies gleich, als die 8 im Rahmen der U20-Weltmeisterschaft 2016 gesperrt wurde.
Im Januar 2017 wurde Selänne in die IIHF Hall of Fame sowie wenige Monate später in die Hockey Hall of Fame aufgenommen.
Teemu Selänne ist verheiratet und hat vier Kinder.

## Erfolge und Auszeichnungen
| - 1991 SM-liiga All-Star-Team - 1991 Kultainen kypärä - 1991 Raimo-Kilpiö-Trophäe - 1992 SM-liiga All-Star-Team - 1992 Finnischer Meister mit Jokerit Helsinki - 1992 Aarne-Honkavaara-Trophäe - 1992 NHL-Rookie des Monats Oktober - 1993 NHL-Spieler des Monats Januar (gemeinsam mit Alexander Mogilny) - 1993 NHL-Rookie des Monats Januar - 1993 Teilnahme am NHL All-Star Game - 1993 NHL-Rookie der Monate März und April - 1993 Calder Memorial Trophy - 1993 NHL All-Rookie Team - 1993 NHL First All-Star Team - 1994 Teilnahme am NHL All-Star Game - 1994 Europapokal-Gewinn mit Jokerit Helsinki - 1994 All-Star-Team des Europapokals - 1996 Teilnahme am NHL All-Star Game | - 1997 Teilnahme am NHL All-Star Game - 1997 NHL First All-Star Team - 1998 Teilnahme am NHL All-Star Game - 1998 NHL All-Star Game MVP - 1998 NHL Second All-Star Team - 1999 Teilnahme am NHL All-Star Game - 1999 NHL-Spieler des Monats Februar - 1999 NHL Second All-Star Team - 1999 Maurice ‚Rocket‘ Richard Trophy - 2000 Teilnahme am NHL All-Star Game - 2002 Teilnahme am NHL All-Star Game - 2003 Teilnahme am NHL All-Star Game - 2003 Seagate Technology „Sharks Player of the Year“ Award - 2006 NHL-Spieler des Monats November - 2006 Bill Masterton Memorial Trophy - 2007 Teilnahme am NHL All-Star Game - 2007 Stanley-Cup-Gewinn mit den Anaheim Ducks - 2015 Aufnahme in die Finnische Eishockey-Ruhmeshalle |

### International

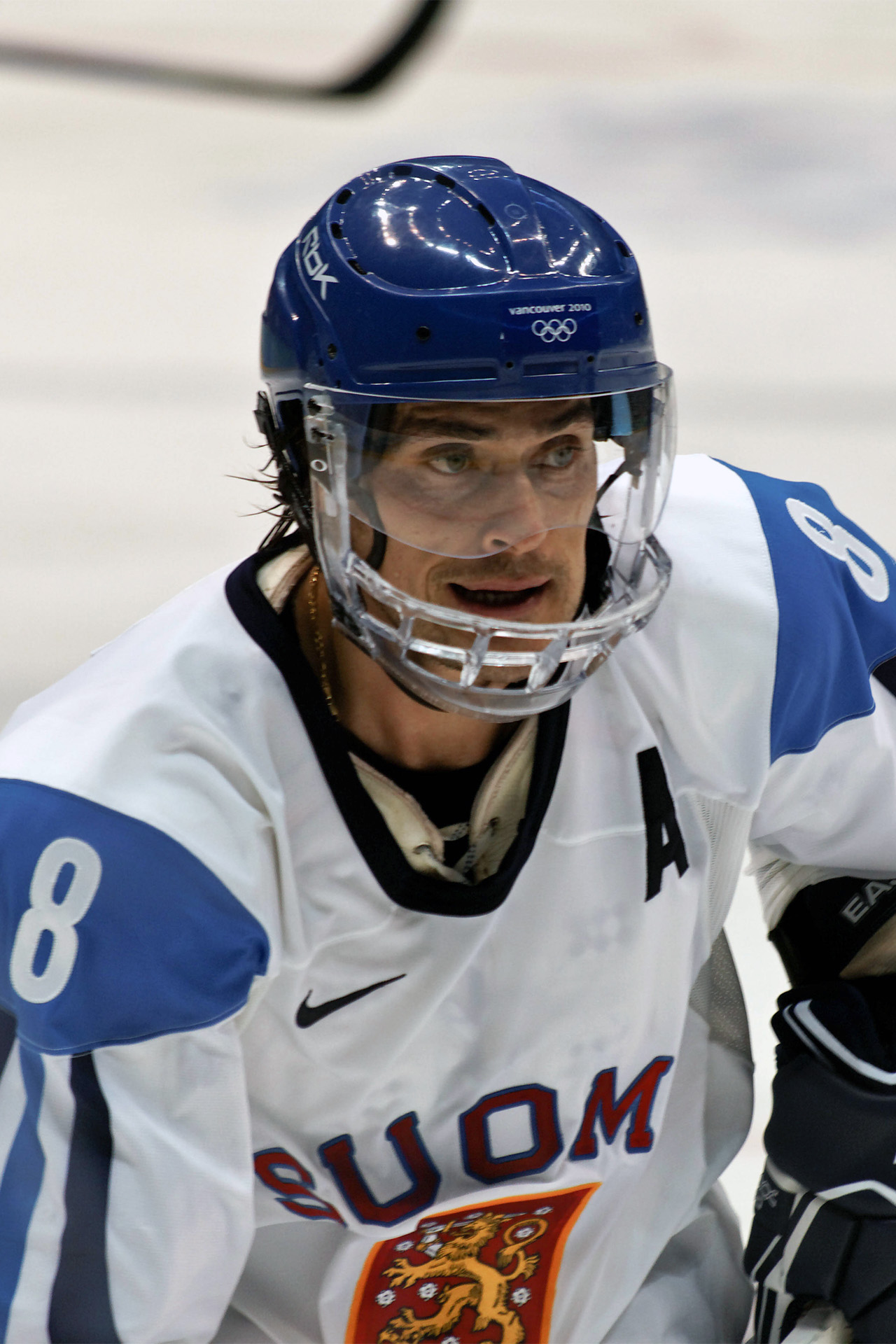
Selänne im Trikot der finnischen Nationalmannschaft bei den Olympischen Winterspielen 2010.

| - 1988 Silbermedaille bei der U18-Junioren-Europameisterschaft - 1988 Topscorer der U18-Junioren-Europameisterschaft - 1988 Bester Vorlagengeber der U18-Junioren-Europameisterschaft (gemeinsam mit Niklas Andersson) - 1988 All-Star-Team der U18-Junioren-Europameisterschaft - 1992 Bester Torschütze bei den Olympischen Winterspielen (gemeinsam mit Dave Archibald, Nikolai Borschtschewski und Andrei Chomutow) - 1998 Bronzemedaille bei den Olympischen Winterspielen - 1998 Topscorer bei den Olympischen Winterspielen (gemeinsam mit Saku Koivu) - 1999 Wertvollster Spieler der Weltmeisterschaft - 1999 Silbermedaille bei der Weltmeisterschaft - 1999 All-Star-Team der Weltmeisterschaft - 2003 Bester Torschütze der Weltmeisterschaft - 2004 2. Platz beim World Cup of Hockey | - 2006 Silbermedaille bei den Olympischen Winterspielen - 2006 Bester Torschütze bei den Olympischen Winterspielen (gemeinsam mit Olli Jokinen) - 2006 Topscorer bei den Olympischen Winterspielen - 2006 Bester Stürmer der Olympischen Winterspiele - 2006 All-Star-Team der Olympischen Winterspiele - 2008 Bronzemedaille bei der Weltmeisterschaft - 2010 Bronzemedaille bei den Olympischen Winterspielen - 2014 Bronzemedaille bei den Olympischen Winterspielen - 2014 Wertvollster Spieler der Olympischen Winterspiele - 2014 All-Star-Team der Olympischen Winterspiele - 2017 Aufnahme in die IIHF Hall of Fame - 2017 Aufnahme in die Hockey Hall of Fame |

## Karrierestatistik

### International
Vertrat Finnland bei:
| - U18-Junioren-Europameisterschaft 1988 - U20-Junioren-Weltmeisterschaft 1989 - Weltmeisterschaft 1991 - Canada Cup 1991 - Olympischen Winterspielen 1992 - Weltmeisterschaft 1996 - World Cup of Hockey 1996 - Olympischen Winterspielen 1998 | - Weltmeisterschaft 1999 - Olympischen Winterspielen 2002 - Weltmeisterschaft 2003 - World Cup of Hockey 2004 - Olympischen Winterspielen 2006 - Weltmeisterschaft 2008 - Olympischen Winterspielen 2010 - Olympischen Winterspielen 2014 |

(Legende zur Spielerstatistik: Sp oder GP = absolvierte Spiele; T oder G = erzielte Tore; V oder A = erzielte Assists; Pkt oder Pts = erzielte Scorerpunkte; SM oder PIM = erhaltene Strafminuten; +/− = Plus/Minus-Bilanz; PP = erzielte Überzahltore; SH = erzielte Unterzahltore; GW = erzielte Siegtore; 1 Play-downs/Relegation; Kursiv: Statistik nicht vollständig)